# Dendrobium schneiderae
Dendrobium schneiderae är en orkidéart som beskrevs av Frederick Manson Bailey. Dendrobium schneiderae ingår i släktet Dendrobium, och familjen orkidéer.

## Underarter
Arten delas in i följande underarter:
- D. s. major
- D. s. schneiderae